# أين عقلي (فلم)
أين عقلي فيلم مصري تدور أحداثه حول سيدة تدعى عايدة تعاني من زوجها توفيق الذي يحاول إيهامها بأنها مجنونة. تتردد على الدكتور النفساني زهدي. تبوح له أنه قبل زواجها تورطت في علاقتها بحبيبها شريف الذي يموت في حادث. تعترف له أن توفيق تنتابه حالات شلل مؤقت عقب رحلات يقوم بها إلى الإسكندرية بصحبة سائقه، يبوح السائق لزهدي بأن توفيق يتصيد هناك بائعات اليانصيب ليمارس معهن الحب، يتوصل زهدي لمشكلة توفيق وهي صراعه بين تقاليده المصرية والتقاليد الأوروبية أثناء دراسته هناك، يتم علاجه ويعود الوفاق بين الزوجين

## قصة الفيلم
فيلم أين عقلي) من بين الأفلام البارزة في مسيرة مخرجه عاطف سالم، وهو فيلم مأخوذ عن قصة قصيرة لإحسان عبد القدوس تحت عنوان »حالة الدكتور حسن« . قصة تعالج عقدة نفسية اجتماعية، أبطالها الدكتور توفيق وعايدة والدكتور زهدي.
يتحدث فيلم ( أين عقلي ) عن الدكتور توفيق (محمود ياسين) ، الذي يظل أسيراً لتقاليد الشرف والبكارة، بالرغم من تحرره وتطبعه ببعض تقاليد الحضارة الأوروبية عندما كان يدرس هناك. ويكون عاجزاً عن التوفيق بين عقله المتحرر، وبين البيئة التي تربى فيها والتي تجعله متخلفاً، بالمقارنة بتفكير القرن العشرين.
يتزوج الدكتور توفيق بعد عودته من أوروبا، من عايدة (سعاد حسني) ، والتي تحاول أن تتحدث معه عن علاقتها مع خطيبها السابق المتوفي، وعن عذريتها التي فقدتها معه بعد قصة حب جارفة. إلا أن الدكتور توفيق، باعتباره رجل متحرر ومثقف، لا يتيح لها أية فرصة ويؤكد لها بأنه لا يريد أن يعرف شيئاً عن ماضيها، فالماضي ملكها هي. ولكنه عندما يكتشف بأنها ليست عذراء، يصاب بأزمة نفسية باعتباره لا يزال أسيراً لتقاليد مجتمعه.
هنا يقع الدكتور توفيق في صراع رهيب بين التقاليد المحيطة به وبمجتمعه، وبين وضعه الجديد كدكتور مثقف ومتحرر. لذا يصاب بأزمة نفسية وبالتالي يصبح مريضاً نفسياً.
ولأن عايدة تلاحظ ذلك التغيير في تصرفات زوجها، فهي تعتقد بأنها سبب ذلك التغيير، وهو بدوره يوهمها بالجنون في كثير من تصرفاتها، لذا تعرض نفسها على طبيب نفسي هو الدكتور زهدي (رشدي أباظة) . ومن خلال الفلاش باك تروي عايدة للطبيب عن حياتها قبل زواجها بالدكتور توفيق، وعن حبيبها السابق، كما تحدثه عن حالة زوجها، وكيف أنه يوهمها بالجنون. يقتنع الدكتور زهدي بحديث عايدة، ويطلب منها مساعدتها ـ استكمالاً للعلاج ـ في معرفة الأكثر عن زوجها. لذا تدله على السائق صابر (سيد زيان) الذي يروي له عن قيام الدكتور توفيق بمحاولات جنسية مع بائعات اليانصيب، فيطلب منه أن يحضر له إحدى بائعات اليانصيب اللواتي ذهبن مع الدكتور توفيق. فتحكي له إحداهن (حياة قنديل) عن بعض تصرفات الدكتور توفيق معها، حيث يجلبها إلى البيت ويحميها، ثم يثور في وجهها ويلومها على فقد شرفها.. هنا يضع الدكتور زهدي يده على عقدة الدكتور توفيق النفسية، ويستطيع ـ بعد عدة محاولات منه ـ أن يعرف الكثير عن حياته الأولى في القرية وعن سنوات التحضر التي عاشها في أوروبا. ويتوصل في النهاية من علاج الدكتور توفيق من عقدته النفسية هذه، ويعود إلى زوجته إنساناً طبيعياً بلا عقد أو رواسب من تقاليد قديمة متخلفة.

## طاقم العمل

### تمثيل
| - سعاد حسني: عايدة - محمود ياسين:توفيق - رشدي أباظة:زهدي - عماد حمدي | - سعيد صالح - مصطفى فهمي - نبيلة السيد - حياة قنديل | - سيد زيان: صابر السائق - حسان اليماني:سكرتير الطبيب - إيمان نصار |

- عزت العلايلي:

### إدارة
| - اخراج: عاطف سالم - تصوير: عبد الحليم نصر - سيناريو وحوار: رأفت الميهي - قصة: إحسان عبد القدوس | - مناظر: عباس حلمي - موسيقى: عمر خورشيد - مونتاج: فكري رستم - إنتاج: أفلام الاتحاد - عباس حلمي وشركاه |

## نقد الفيلم
يعد فيلم (أين عقلي) من أبرز الأفلام التي تناولت قضية العذرية عند المرأة العربية، بل يعد من أكثرها جرأة. فهذه القضية باعتبارها إرثاً قديماً، كانت ملازمة للثقافة العربية والإسلامية منذ نشأتها، وما زال الكثيرون يتحسسون من الحديث في هذه القضية الشائكة. إن العلاقة الزوجية بين عايدة وزوجها داخل المنزل، والعيادة النفسية التي تتردد عليها عايدة، هما بالصبع عنصران مهمان في التأثير على أحداث الفيلم. لذلك نلاحظ بأن السيناريو قد ركز عليهما بشكل واضح. بل إننا لم نخرج خارج نطاقهما إلا في مشاهد الفلاش باك التي روتها عايدة.
والفيلم يحسب لمخرجه عاطف سالم، حيث بذل جهداً كبيراً للسيطرة على موضوع حساس كهذا، موضوع يحتاج إلى دراسة متأنية في مجال علم النفس العام والتحليل النفسي. كما أنه نجح في إدارة ممثليه واستخراج الكثير من الطاقة الأدائية الدفينة لديهم.
حيث كان محمود ياسين في قمة أدائه ويبقى هذا الدور ضمن أدواره المميزة في مسيرته الفنية. كذلك سعاد حسني التي جسدت دور الزوجة الحائرة بين قيود المجتمع القديمة وبين مفاهيمة المتحررة، فكانت لامعة في هذا الدور.

## روابط خارجية
- مقالات تستعمل روابط فنية بلا صلة مع ويكي بيانات